# 亚布洛诺沃农村居民点 (科罗恰区)
亚布洛诺沃农村居民点（俄语：Яблоновское сельское поселение）是俄罗斯联邦别尔哥罗德州科罗恰区所属的一个农村居民点。其下辖有8个居民点，行政中心为亚布洛诺沃。据2016年统计，该农村居民点的人口为2222人。